# Новотиришкіно
Новотири́шкіно (рос. Новотырышкино) — село у складі Смоленського району Алтайського краю, Росія. Адміністративний центр Новотиришкінської сільської ради.

## Населення
Населення — 1780 осіб (2010; 1761 у 2002).
Національний склад (станом на 2002 рік):
- росіяни — 91 %